# Пойяреш (Фрейшу-де-Ешпада-а-Сінта)
Пойяреш (порт. Poiares; МФА: [poj.ˈa.ɾɨʃ]) — парафія в Португалії, у муніципалітеті Фрейшу-де-Ешпада-а-Сінта. Розташована в північно-східній частині країни, на теренах історичної португальської провінції Трансмонтана. Входить до складу округу Браганса. За адміністративним поділом, чинним до 1976 року, терени парафії були складовою провінції Трансмонтана і Верхнє Дору. Належить до Брагансько-Мірандської діоцезії Католицької церкви. Патрон — святий Петро. Площа — 40,7354 км². Населення — 411 ос. (2011). Слабо урбанізований регіон. Густота населення — 10,09 осіб/км²
. Код — 040406.

## Населення
| Кількість мешканців | Кількість мешканців | Кількість мешканців | Кількість мешканців | Кількість мешканців | Кількість мешканців | Кількість мешканців | Кількість мешканців | Кількість мешканців | Кількість мешканців | Кількість мешканців | Кількість мешканців | Кількість мешканців | Кількість мешканців | Кількість мешканців |
| ------------------- | ------------------- | ------------------- | ------------------- | ------------------- | ------------------- | ------------------- | ------------------- | ------------------- | ------------------- | ------------------- | ------------------- | ------------------- | ------------------- | ------------------- |
| 1864                | 1878                | 1890                | 1900                | 1911                | 1920                | 1930                | 1940                | 1950                | 1960                | 1970                | 1981                | 1991                | 2001                | 2011                |
| 855                 | 830                 | 909                 | 880                 | 959                 | 810                 | 978                 | 1 081               | 1 134               | 1 100               | 746                 | 721                 | 636                 | 507                 | 411                 |